# Xã Limestone, Quận Clarion, Pennsylvania
Xã Limestone (tiếng Anh: Limestone Township) là một xã thuộc quận Clarion, tiểu bang Pennsylvania, Hoa Kỳ. Năm 2010, dân số của xã này là 1.858 người.